# Marietta Slomka

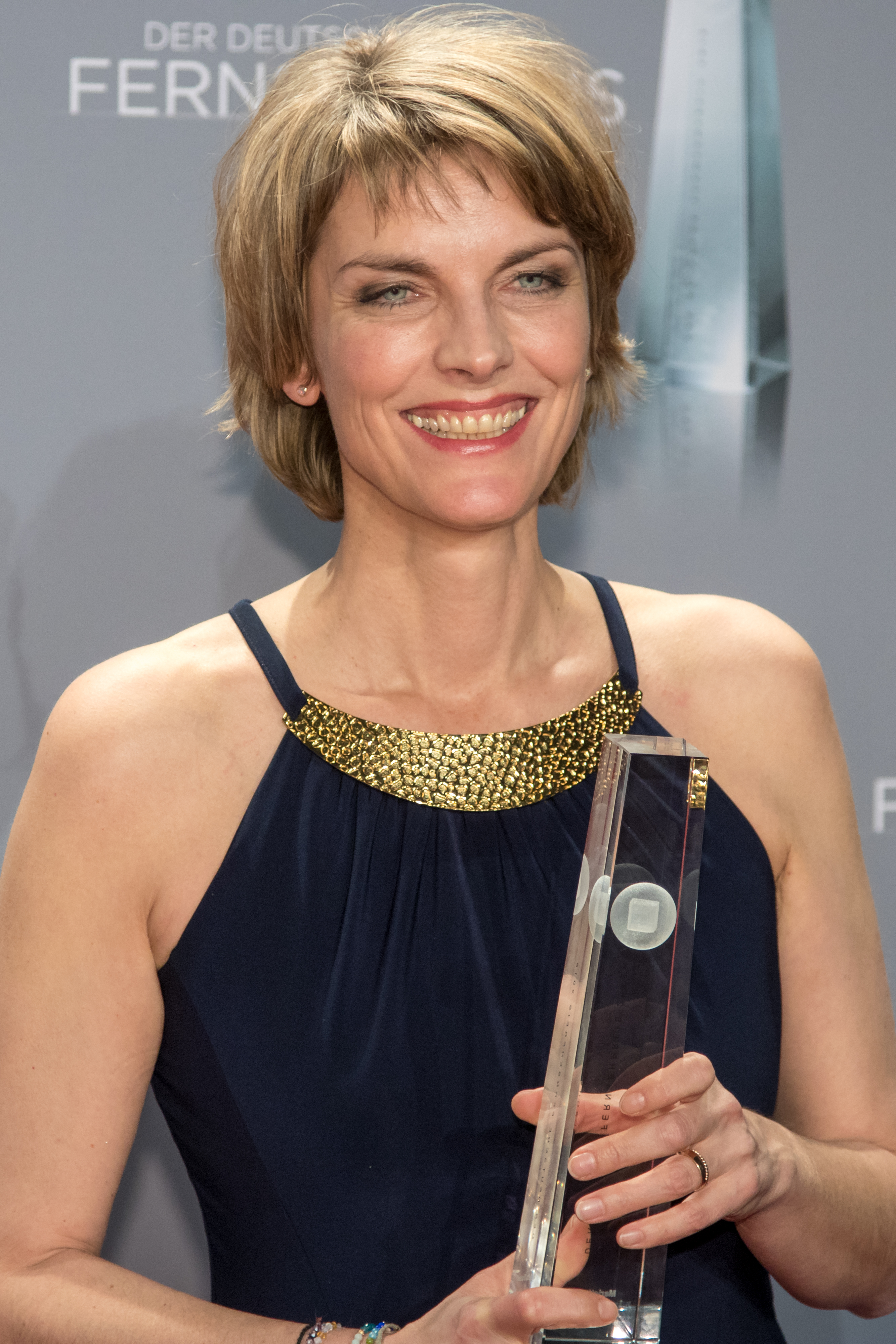
Marietta Slomka, 2018

Marietta Slomka (* 20. April 1969 in Köln) ist eine deutsche Journalistin und Fernsehmoderatorin.

## Leben
Slomka ist die Tochter eines Berufsschullehrers und einer Stadtführerin. Ihr Vater stammt aus Ostpreußen, ihre Mutter aus Köln. Nach dem Abitur 1988 an der Kaiserin-Augusta-Schule in Köln studierte Slomka Volkswirtschaftslehre und Internationale Politik an der Universität Köln und der University of Kent in Canterbury (England). Sie schloss ihr Studium 1995 an der Universität Köln als Diplom-Volkswirtin ab. Von 1991 bis 1996 war sie freie Mitarbeiterin für den Medienspiegel am Institut der deutschen Wirtschaft in Köln und von 1994 bis 1996 bei der Kölnischen Rundschau (Lokal- und Wirtschaftsredaktion der Tageszeitung) tätig. Nach ihrem Examen volontierte sie bei der Deutschen Welle in Bonn sowie in Köln und Brüssel. Für die Deutsche Welle war sie bis 1998 auch als Europa-Korrespondentin in Brüssel tätig.
Für das ZDF arbeitete Slomka von 1998 an zunächst als Parlamentskorrespondentin in Bonn und nach dem Umzug der Bundesregierung in Berlin. Ihr Schwerpunkt im ZDF-Hauptstadtstudio war dabei die Finanz- und Wirtschaftspolitik. Im April 2000 übernahm sie die Moderation des Nachrichtenmagazins heute nacht. Am 29. Januar 2001 trat sie als Moderatorin beim heute-journal die Nachfolge von Alexander Niemetz an. Seitdem arbeitet sie immer wieder auch als Reporterin für das heute-journal: 2003 mit Reportagen aus Osteuropa anlässlich der EU-Osterweiterung, 2005 aus Deutschland zur Bundestagswahl, 2005 aus Moskau sowie anlässlich der Olympischen Spiele 2008 aus China. Anlässlich der Fußball-Weltmeisterschaft 2010 produzierte sie für das ZDF die zweiteilige Dokumentation Afrikas Schätze; 2014 die zweiteilige Reportage Zwischen Anden und Amazonien – mit Marietta Slomka durch Südamerika. Zur Bundestagswahl 2013 fertigte sie die Dokumentation Wie geht’s, Deutschland und moderierte unter diesem Titel im ZDF auch zwei Live-Diskussionsendungen mit Spitzenpolitikern und Bürgern. Sie produzierte für das ZDF außerdem den Jahresrückblick Bilder eines Jahres und wirkte an Dokumentationen wie Die Macht der Manager mit. 2022 vertrat sie Maybrit Illner in der gleichnamigen Sendung. 
Slomka ist bekannt für ihre Interviews, die keine Worthülsen des Interviewpartners zulassen. Kollegen vergleichen sie mit einer Operateurin, die in Gesprächen das Skalpell dort ansetze, wo es wehtut, und den Kern von Problemen freilege. Jeder Interviewgast müsse damit rechnen, derart „geslomkat“ zu werden.
2002 wurde Slomka in der Kategorie Beste Moderation Information für den Deutschen Fernsehpreis und als Shooting Star für die Goldene Kamera nominiert. 2003 wurde sie erneut neben Claus Kleber (ZDF) und Peter Kloeppel (RTL) für den Deutschen Fernsehpreis in derselben Kategorie nominiert. 2013 erhielt das heute-journal den Deutschen Fernsehpreis für die Beste Informationssendung. 2015 wurde Slomka der Hanns-Joachim-Friedrichs-Preis verliehen.
Für ihre Moderation des heute-journals bezog Slomka 2023 ein Brutto-Honorar von 393.750 Euro jährlich.

## Privates
Am 28. August 2004 heiratete Marietta Slomka den RTL-Kollegen Christof Lang im oberbayerischen Schliersee. Im Februar 2013 gaben sie bekannt, „[...], dass wir uns vor geraumer Zeit einvernehmlich getrennt haben.“ 2019 heiratete sie den Architekten Andreas Veauthier.
Seit Dezember 2009 ist Marietta Slomka Patin des Kinderhospizes Bethel für sterbende Kinder.

## Ehrungen und Auszeichnungen
- 2009: Besondere Ehrung des Deutschen Volkshochschul-Verbandes beim Adolf-Grimme-Preis (gemeinsam mit Claus Kleber)
- 2009: Radio Regenbogen Award – Auszeichnung als Medienfrau 2008[5]
- 2012: Medienpreis für Sprachkultur der Gesellschaft für deutsche Sprache (GfdS) in der Sparte Fernsehen; verliehen am 5. Mai[12]
- 2012: Courage-Preis des Jahres 2012 – Besondere Ehrung des Courage-Komitees für soziales Engagement und jahrelange Unterstützung des Kinderhospiz’ Bethel.
- 2015: Hanns-Joachim-Friedrichs-Preis[13]
- 2017: Goldene Kamera in der Kategorie Beste Information für tagesthemen, heute-journal und RTL Aktuell (zusammen mit Caren Miosga und Peter Kloeppel)
- 2018: Deutscher Fernsehpreis in der Kategorie Beste Moderation/Einzelleistung Information
- 2020: Deutscher Fernsehpreis in der Kategorie Beste Moderation/Einzelleistung Information

## Werke
- (mit Daniel Westland:) Kanzler lieben Gummistiefel: So funktioniert Politik. Cbj, München 2009, ISBN 978-3-570-13555-6.
- Mein afrikanisches Tagebuch: Reise durch einen Kontinent im Aufbruch. Bertelsmann, München 2011, ISBN 978-3-570-10076-9.
- Kanzler, Krise, Kapital: Wie Politik funktioniert. Bertelsmann, München 2013, ISBN 978-3-570-10077-6.
- Nachts im Kanzleramt: Alles, was man schon immer über Politik wissen wollte. Droemer, München 2022, ISBN 978-3-426-27871-0.[14]